# Косшинирауський сільський округ
Косшинира́уський сільський округ (каз. Қосшыңырау ауылдық округі, рос. Косшынырауский сельский округ) — адміністративна одиниця у складі Кизилординської міської адміністрації Кизилординської області Казахстану. Адміністративний центр — село Абай.
Населення — 3239 осіб (2021; 2585 у 2009, 2268 у 1999, 2065 у 1989).
Станом на 1989 рік існувала Інтернаціональна сільська рада (села Абай, Казрис) Сирдар'їнського району.

## Склад
До складу округу входять такі населені пункти:
| Населений пункт | Колишні назви | Населення, осіб (1989) | Населення, осіб (1999) | Населення, осіб (2009) | Населення, осіб (2021) |
| --------------- | ------------- | ---------------------- | ---------------------- | ---------------------- | ---------------------- |
| Абай, село      | -             | 1778                   | 2075                   | 2228                   | 2325                   |
| Досан, село     | Казрис        | 287                    | 193                    | 357                    | 914                    |